# Millie Clifford
Millie Clifford (ur. 1 marca 1993) – brytyjska lekkoatletka specjalizująca się w biegach sprinterskich. 
W 2011 podczas mistrzostw Europy juniorów wraz z koleżankami sięgnęła po złoty medal w biegu rozstawnym 4 x 400 metrów. 
Rekord życiowy: bieg na 400 metrów – 54,68 (26 czerwca 2011, Bedford).